# Werner Bormann
Pour les articles homonymes, voir Bormann.
Werner Bormann, né le 27 octobre 1931 et mort le 16 mai 2013, est un espérantiste allemand. 

## Biographie

### Jeunesse
Werner Bormann nait le 27 octobre 1931 à Berlin, en Allemagne. Son père, Artur Bormann, est espérantiste et interlinguiste, rédacteur et éditeur de Interlingvistika Informa Servo et membre honoraire de l’association universelle d'espéranto. Sa mère, Hilda Bormann, est secrétaire. Werner Bormann étudie et est diplômé d’économie, en 1955, à l’Université de Kijla. En 1960, il obtient un doctorat d’économie et de sciences politiques.

## Œuvres
- Bona ŝanco (1970)
- Die Einigung Europas und ihr Sprachenproblem (1974)
- La lingva problemo en la Eŭropa Komunumaro (1977)
- Funktion und Kultur des Esperanto (1981)
- La evoluo de Esperanto kaj la Akademio (1984)
- Inter senlaboreco kaj inflacio: priskribo de konjunkturpolitiko (1989)
- Entreprenistaj strategioj: priskribo de la entrepreno (1991)
- La merkato de trafikservoj: priskribo de la trafiko (1992)
- Mondkomerco kaj lingvo (1993)
- Por plurlingveco de Eŭropo: disputo pri argumentoj (1994)
- Die Hamburger Interlinguistik-Vorlesung (1995)
- Elementoj de la esperantismo (1995)
- Interlingvistiko - planlingvoj kaj iliaj ecoj (2004)